# 皮科韋齊
49°40′42″N 28°45′18″E / 49.67833°N 28.75500°E
皮科韋齊（烏克蘭語：Пиковець），是烏克蘭的村落，位於該國西南部文尼察州，由赫米利尼克區負責管轄，始建於1570年，面積1.6平方公里，海拔高度271米，2001年人口492，人口密度每平方公里307.5人。